# Arthur Feudel

Arthur Feudel

Arthur Feudel

Arthur Feudel (* 27. März 1857 in Harthau bei Chemnitz; † 15. Januar 1929 in Katwijk, Niederlande) war ein deutsch-amerikanischer Porträt- und Landschaftsmaler.

## Leben und Werk
Feudel kam ältestes Kind des in der Chemnitzer Eisengießerei Richter als Buchhalter und später Prokurist arbeitenden Eduard Feudel und der Juliane Wilhelmine geborene Soergel zur Welt. Mit seiner zwei Jahre jüngeren Schwester Flora und dem drei Jahre jüngeren Bruder Constantin, der ebenfalls Maler wurde, lebte die Familie bis 1871 in Harthau, wo er die Volksschule besuchte. Von 1869 bis 1871 besuchte er die Städtische Realschule in Chemnitz. Die Familie ging 1871 nach Meißen, wo sich der Vater mit der Gründung einer Wäscherei selbstständig machte. Ab 1871 ging er in der Porzellanmanufaktur Meißen in die Lehre. Anschließend studierte er von 1877 an der Kunstakademie in München bei Gyula Benczúr und Ludwig von Löfftz sowie zwei Jahre später an der Kunstakademie in Dresden bei Fedor Flinzer.
1880 heiratete Feudel Katharina Merkel. Es folgen von 1883 bis 1885 Wanderjahre nach Leipzig, Berlin und Paris.
1885 übersiedelte er in die Vereinigten Staaten von Amerika, wo er sich in New York als Maler und Illustrator niederließ. Dort erlangte Feudel als Blumenmaler und Porträtist Geltung und Wohlstand. Er stellte seine Werke unter anderem im Chicago Art Institute, dem Boston Art Club, der National Academy of Design und der Pennsylvania Academy of the Fine Arts aus.
1886 starb seine erste Frau und 1891 heiratete er die Malerin Alma Leila Wright. 1892 wurde er amerikanischer Staatsbürger.
1902 übersiedelte er nach Katwijk in Holland und wurde Mitglied der Gesellschaft Arti et Amicitiae in Amsterdam. Bekannt wurde Feudel durch seine Aquarelle von Küsten und Landschaften in den Niederlanden und den Vereinigten Staaten.

## Gedenken
Im Chemnitzer Stadtteil Harthau erinnert die Feudelstraße an den gebürtigen Harthauer. Zum 150. Geburtstags Arthur Feudels wurde am 15. September 2007 die Ausstellung In der Fremde berühmt – In der Heimat vergessen in der Harthauer Alten Kirche mit 20 seiner Gemälde eröffnet.